# Zapasy na Letnich Igrzyskach Olimpijskich 1996 – kategoria do 57 kg w stylu klasycznym
Zmagania mężczyzn do 57 kg to jedna z dziesięciu męskich konkurencji w zapasach w stylu klasycznym rozgrywanych podczas Letnich Igrzysk Olimpijskich 1996. Pojedynki w tej kategorii wagowej odbyły się w dniach 20 – 21 lipca.

## Klasyfikacja[1]
| Pozycja | Nazwisko             | Kraj              |
| ------- | -------------------- | ----------------- |
| 1       | Jurij Mielniczenko   | Kazachstan        |
| 2       | Dennis Hall          | Stany Zjednoczone |
| 3       | Sheng Zetian         | Chiny             |
| 4       | Rusłan Chakymow      | Ukraina           |
| 5       | Rıfat Yıldız         | Niemcy            |
| 6       | Luis Sarmiento       | Kuba              |
| 7       | Sarkis Elngian       | Grecja            |
| 8       | Kenkichi Nishimi     | Japonia           |
| 9       | Aigars Jansons       | Łotwa             |
| 10      | Vilayət Ağayev       | Azerbejdżan       |
| 11      | Park Chi-ho          | Korea Południowa  |
| 12      | Remigijus Šukevičius | Litwa             |
| 13      | Aghasi Manukyan      | Armenia           |
| 14      | Armando Fernández    | Meksyk            |
| 15      | Marian Sandu         | Rumunia           |
| 16      | Stanisław Pawłowski  | Polska            |
| 17      | Şeref Eroğlu         | Turcja            |
| 18      | David Maia           | Portugalia        |
| 19      | Aleksandr Ignatienko | Rosja             |
| 20      | Nabil Salihi         | Tunezja           |

## Zasady[2]
- PP — Na punkty (Pokonany zdobył punkty)
- PO — Na punkty (Pokonany bez punktów)
- PA — Kontuzja
- ST — Przewaga (10 punktów różnicy, pokonany bez punktów)
- SP — Przewaga (10 punktów różnicy, pokonany zdobył punkty)

## Wyniki

### Runda 1
|                      | Wynik |                      | Punkty |
| 1/16                 | 1/16  | 1/16                 | 1/16   |
| -------------------- | ----- | -------------------- | ------ |
| Nabil Salihi         | 0–4   | Aghasi Manukyan      | 0–3 PO |
| Rusłan Chakymow      | 5–1   | Remigijus Šukevičius | 3–1 PP |
| Aleksandr Ignatienko | 0–11  | Jurij Mielniczenko   | 0–4 ST |
| Marian Sandu         | 3–2   | Sarkis Elngian       | 3–1 PP |
| Armando Fernández    | 0–12  | Rıfat Yıldız         | 0–4 ST |
| Luis Sarmiento       | 5–0   | David Maia           | 3–0 PO |
| Kenkichi Nishimi     | 6–17  | Park Chi-ho          | 1–4 SP |
| Şeref Eroğlu         | 0–3   | Dennis Hall          | 0–3 PO |
| Aigars Jansons       | 4–3   | Stanisław Pawłowski  | 3–1 PP |
| Vilayət Ağayev       | 4–5   | Sheng Zetian         | 1–3 PP |

### Runda 2
|                      | Wynik |                      | Punkty |
| 1/8                  | 1/8   | 1/8                  | 1/8    |
| -------------------- | ----- | -------------------- | ------ |
| Aghasi Manukyan      | 0–11  | Rusłan Chakymow      | 0–4 ST |
| Jurij Mielniczenko   | 4–0   | Marian Sandu         | 3–0 PO |
| Rıfat Yıldız         | 4–1   | Luis Sarmiento       | 3–1 PP |
| Park Chi-ho          | 2–3   | Dennis Hall          | 1–3 PP |
| Aigars Jansons       | 1–7   | Sheng Zetian         | 1–3 PP |
| Repasaże             |       |                      |        |
| Nabil Salihi         | 0–11  | Remigijus Šukevičius | 0–4 ST |
| Aleksandr Ignatienko | 2–3   | Sarkis Elngian       | 1–3 PP |
| Armando Fernández    | 7–3   | David Maia           | 3–1 PP |
| Kenkichi Nishimi     | 8–7   | Şeref Eroğlu         | 3–1 PP |
| Stanisław Pawłowski  | 3–4   | Vilayət Ağayev       | 1–3 PP |

### Runda 3
|                      | Wynik |                    | Punkty |
| 1/4                  | 1/4   | 1/4                | 1/4    |
| -------------------- | ----- | ------------------ | ------ |
| Rusłan Chakymow      | 1–8   | Jurij Mielniczenko | 1–3 PP |
| Rıfat Yıldız         |       | Bez walki          |        |
| Dennis Hall          |       | Bez walki          |        |
| Sheng Zetian         |       | Bez walki          |        |
| Repasaże             |       |                    |        |
| Remigijus Šukevičius | 5–6   | Sarkis Elngian     | 1–3 PP |
| Armando Fernández    | 0–12  | Kenkichi Nishimi   | 0–4 ST |
| Vilayət Ağayev       | 7–2   | Aghasi Manukyan    | 3–1 PP |
| Marian Sandu         | 0–7   | Luis Sarmiento     | 0–3 PO |
| Park Chi-ho          | 2–9   | Aigars Jansons     | 1–3 PP |

### Runda 4
|                    | Wynik    |                  | Punkty   |
| Półfinał           | Półfinał | Półfinał         | Półfinał |
| ------------------ | -------- | ---------------- | -------- |
| Jurij Mielniczenko | 3–0      | Rıfat Yıldız     | 3–0 PO   |
| Dennis Hall        | 1–0      | Sheng Zetian     | 3–0 PO   |
| Repasaże           |          |                  |          |
| Sarkis Elngian     | 4–2      | Kenkichi Nishimi | 3–1 PP   |
| Vilayət Ağayev     | 0–1      | Luis Sarmiento   | 0–3 PO   |
| Aigars Jansons     | 4–9      | Rusłan Chakymow  | 1–3 PP   |

### Runda 5
|                 | Wynik    |                | Punkty   |
| Repasaże        | Repasaże | Repasaże       | Repasaże |
| --------------- | -------- | -------------- | -------- |
| Sarkis Elngian  | 2–4      | Luis Sarmiento | 1–3 PP   |
| Rusłan Chakymow |          | Bez walki      |          |

### Runda 6
|                | Wynik    |                 | Punkty   |
| Repasaże       | Repasaże | Repasaże        | Repasaże |
| -------------- | -------- | --------------- | -------- |
| Rıfat Yıldız   | 2–3      | Rusłan Chakymow | 1–3 PP   |
| Luis Sarmiento | 2–8      | Sheng Zetian    | 1–3 PP   |

### Finały[12]
|                    | Wynik            |                  | Punkty           |
| O siódme miejsce   | O siódme miejsce | O siódme miejsce | O siódme miejsce |
| ------------------ | ---------------- | ---------------- | ---------------- |
| Sarkis Elngian     | 5–4              | Kenkichi Nishimi | 3–1 PP           |
| O piąte miejsce    |                  |                  |                  |
| Rıfat Yıldız       | 0–0              | Luis Sarmiento   | 4–0 PA           |
| O brązowy medal    |                  |                  |                  |
| Rusłan Chakymow    | 0–4              | Sheng Zetian     | 0–3 PO           |
| Finał              |                  |                  |                  |
| Jurij Mielniczenko | 4–1              | Dennis Hall      | 3–1 PP           |